# Бреховы
Бреховы (в старину писались Брехово) — дворянский род.
Иван Брехов находился дьяком при Иоанне Грозном с 1536 по 1578 годы в течение 42 лет. Лев Васильевич, суздальский сын боярский, жалован поместьем в московском уезде 2 октября 1550 г. Семён Александрович убит при взятии Казани 2 октября 1552 г. и имя его было вписано в синодик московского Успенского собора на вечное поминовение. Иван Андреевич подписался в 1571 г. в 55 рублях у поручной записи по боярине князе Иване Фёдоровиче Мстиславском.
Василий Брехов дьяк (1658-1677) в разных приказах при царе Алексее Михайловиче. Пять Бреховых владели населенными имениями в 1699 г. и один из них, Федор Романович, был стольником Петра Великого. Из всех Бреховых утверждены Герольдией в древнем дворянстве только потомки казанца рейтара Никифора Брехова, испомещенного «за многие военные службы» поместьем в вотчину в 1614 г., и записаны по Оренбургской губернии.
Бреховы: Иван и Роман Тимофеевичи, Лев Иванович московские дворяне в 1658-1692 г.